# Kultatärnen
Kultatärnen är en sjö i Laxå kommun i Västergötland och ingår i Motala ströms huvudavrinningsområde. Sjöns area är 0,01 kvadratkilometer och den är belägen 147 meter över havet.